# أليخاندرو رودريغيز ماريرو
أليخاندرو رودريغيز ماريرو (بالإسبانية: Alejandro Rodríguez Marrero)‏ (19 أغسطس 1994 بلاس بالماس دي غران كناريا في إسبانيا - ) هو لاعب كرة قدم إسباني في مركز الوسط. لعب مع نادي تينيريفي.

## وصلات خارجية
- أليخاندرو رودريغيز ماريرو على موقع قاعدة بيانات كرة القدم.إي يو (الإنجليزية)
- أليخاندرو رودريغيز ماريرو على موقع Soccerway.com (الإنجليزية)
- أليخاندرو رودريغيز ماريرو على موقع AS.com (الإسبانية)